# Dziembówko (stacja kolejowa)
Dziembówko – stacja kolejowa we wsi Dziembówko, leżąca na linii kolejowej nr 354 Poznań POD – Piła Główna. W latach międzywojennych była to ostatnia stacja po polskiej stronie granicy, tory w kierunku północnym były rozebrane.

## Ruch pasażerski
| Rok  | Wymiana pasażerska na dobę |
| ---- | -------------------------- |
| 2017 | 50-99                      |
| 2022 | 50-99                      |